# Křižanovice (okres Chrudim)
Obec Křižanovice (německy Krischnowitz) se nachází v okrese Chrudim, kraj Pardubický. Žije zde 120 obyvatel. V údolí řeky Chrudimky pod Křižanovicemi se nachází údolní nádrž Křižanovice I.

## Historie
První písemná zmínka o obci pochází z roku 1329, jako o rybářské osadě kláštera ve Vilémově.

## Hospodářství
Nedaleko obce je ložisko Pb-Zn-Cu rud s barytem, s obsahy okolo 4-6% Zn, ověřené geologickým průzkumem v 80. letech 20. století.[zdroj?]